# 1969 في كندا
فيما يلي قوائم الأحداث التي وقعت خلال عام 1969 في كندا.

## سياسة

### تعيين في المنصب
- 10 فبراير – تومي دوغلاس عضو مجلس العموم الكندي.

## رياضة
- 20 سبتمبر – جائزة كندا الكبرى 1969 الفائز جاكي إيكس.

## مواليد

### يناير
- 1 يناير – بيتر ميلر ممثل كندي.
- 1 يناير – راتشيل كروفورد ممثلة كندية.
- 1 يناير – كريستين ويليامسون ممثلة كندية.
- 1 يناير – مات غوردون ممثل كندي.

### فبراير
- 11 فبراير – لي توكار
- 16 فبراير – كلود لامبرت ملاكم كندي.
- 16 فبراير – مارك أشلي ممثل إباحي كندي.
- 25 فبراير – أندرو ميلر

### مارس
- 10 مارس – ريك تيتوس لاعب كرة قدم كندي.

### أبريل
- 3 أبريل – لانس ستورم مصارع محترف كندي.
- 25 أبريل – جيسون كريستي لاعب هوكي جليد من الولايات المتحدة الأمريكية.

### مايو
- 12 مايو – سوزان كليمون ممثلة كندية.
- 17 مايو – ألان دويل موسيقي كندي.
- 28 مايو – روب فورد سياسي كندي.

### يونيو
- 8 يونيو – ديفيد ساتكليف ممثل كندي.
- 15 يونيو – شيلدون كينيدي
- 29 يونيو – أليكس باونوفيتش ممثل كندي.

### يوليو
- 24 يوليو – ريك فوكس

### أغسطس
- 5 أغسطس – شاك كامبيل ممثل كندي.
- 10 أغسطس – برايان دراموند ممثل كندي.
- 28 أغسطس – جايسون بريستلي ممثل كندي-أمريكي.

### سبتمبر
- 9 سبتمبر – ليزا لويد مغنية كندية.

### أكتوبر
- 3 أكتوبر – باتريك غراهام
- 8 أكتوبر – ديلان نيل
- 17 أكتوبر – ريك ميرسر
- 25 أكتوبر – سامانثا جيمي بي
- 26 أكتوبر – روبرت مالييت

### نوفمبر
- 7 نوفمبر – تانيا دوبنيكوف درّاجة طريق كندية.
- 15 نوفمبر – هيلين كيليسي لاعبة كرة مضرب كندية.
- 27 نوفمبر – ريتشارد فيرما

### ديسمبر
- 6 ديسمبر – توري هيغينسون ممثلة كندية.

## وفيات

### فبراير
- 14 فبراير – إدموند ووكر (مواليد 1877) عالم حشرات كندي.

### مايو
- 15 مايو – ويليام غولد (مواليد 1886) ممثل من الولايات المتحدة الأمريكية.

### يوليو
- 22 يوليو – مو هيرسكوفيتش (مواليد 1897) ملاكم كندي.

### أغسطس
- 20 أغسطس – مارتي باري (مواليد 1905) لاعب هوكي جليد كندي.